# Kano Fujihira
Kano Fujihira (藤平 華乃 Fujihira Kano?, Prefectura de Chiba, 28 de agosto de 2004) es una bailarina, cantante, modelo y actriz japonesa. Es más conocida como miembro del grupo femenino @onefive. Es exmiembro del grupo ídol de Sakura Gakuin y ex bailarina de apoyo rotativo de la banda de metal Babymetal. Está representada por la agencia de talentos Amuse, Inc. y tiene un contrato con el sello discográfico Avex Trax.

## Biografía
En 2013, Fujihira audicionó como modelo en una sesión de fotos de Kids-Tokei. Posteriormente apareció en la edición de mayo de la revista De-View y fue reclutada por la división Amuse Kids de la agencia de talentos Amuse, Inc.
En el 6 de mayo de 2015, Fujihira se unió a Sakura Gakuin durante la Ceremonia de Transferencia de Sakura Gakuin 2015, junto con sus compañeras, Soyoka Yoshida, Momoko Okazaki, Mirena Kurosawa, Maaya Asō y Marin Hidaka.
En el 12 y 13 de noviembre de 2016, participó en el Festival Sakura Gakuin 2016 celebrado en el Anfiteatro Maihama en la Prefectura de Chiba, y se convirtió en miembro de la subunidad "Sleepiece" de Sakura Gakuin.
El 15 de diciembre de 2017, Fujihira comenzó a aparecer regularmente en el programa de televisión Bitworld, que se transmitía por NHK Educational TV.
El 6 de mayo de 2018, en la Ceremonia de Transferencia de Sakura Gakuin 2018 celebrada en Nakano Zero Hall, Fujihira se convirtió en la segunda presidenta del consejo estudiantil de Sakura Gakuin. El 6 de mayo de 2019, en la Ceremonia de Transferencia Sakura Gakuin 2019 celebrada en el Centro Cívico de Bunkyo, se convirtió en la novena presidenta del consejo Estudiantil.
En junio de 2019, Fujihira se convirtió en una de las tres bailarinas de apoyo rotativos, llamadas "Avengers", de la banda de kawaii metal, Babymetal, junto con Momoko Okazaki y Riho Sayashi . Como Babymetal era originalmente un trío, después de la partida de la miembro fundador Yui Mizuno, las bailarinas de apoyo se turnarían para desempeñar el papel de la tercera bailarina. Fujihira actuó junto a las miembros fundadores de Babymetal, Suzuka Nakamoto y Moa Kikuchi, en el segundo día del concierto titulado Babymetal Awakens: The Sun Also Rises el 29 de junio de 2019, en el Yokohama Arena. También actuó como bailarina de apoyo en el segundo día del concierto Babymetal Arises: Beyond The Moon: Legend M el 7 de julio de 2019 en Portmesse Nagoya. El 27 de diciembre de 2019, Fujihira actuó con Babymetal en Music Station Ultra Super Live 2019, una transmisión en vivo por TV Asahi. Por último, los días 25 y 26 de enero de 2020, actuó en los conciertos Legend: Metal Galaxy celebrados en el Makuhari Messe. Fujihira, en el papel de "Avenger", apareció en los vídeos musicales en vivo de las canciones de Babymetal "Pa Pa Ya!!", "Elevator Girl" y "Shanti Shanti Shanti".
El 19 de octubre de 2019, durante el Festival Sakura Gakuin 2019 en el Teatro de las Artes de Kanagawa, se reveló que Fujihira había formado un grupo de chicas de cuatro miembros llamado @onefive con sus compañeras de Sakura Gakuin Soyoka Yoshida, Tsugumi Aritomo y Momoe Mori. En el encore de ese mismo concierto de Sakura Gakuin, interpretó el sencillo debut "Pinky Promise" como @onefive por primera vez.
Fujihira se graduó de Sakura Gakuin el 30 de agosto de 2020, junto con los otros tres miembros de @onefive, durante el concierto titulado The Road to Graduate 2019 Final. En total, había grabado cinco álbumes con Sakura Gakuin. Continuando con sus actividades con @onefive bajo el monónimo de Kano, ha coescrito letras, ha creado coreografías y ha producido la iluminación escénica para su grupo, en ocasiones.
En agosto de 2021, fue elegida para la adaptación teatral del manga La ciudad al atardecer, el país de los cerezos como Kyōka Ōta. Se representó del 4 al 8 de agosto en el teatro CBGK Shibugeki de Tokio, y los días 14 y 15 de agosto en el Museo de Arte Kintetsu de Osaka.
En enero de 2022, Fujihira comenzó a aparecer en el programa de televisión Super Invincible Class, que se transmitió por Nippon TV.
El 2 de febrero de 2022, lanzó su primer álbum con @onefive, titulado 1518 y pronunciado ichi-go ichi-e.
En marzo de 2022, Fujihira participó en la adaptación teatral del manga Umimachi Diary como Suzu Asano. Se representó del 30 de marzo al 3 de abril en el Theatre Sun Mall de Tokio, y los días 9 y 10 de abril en el ABC Hall de Osaka.
El 6 de noviembre de 2022, el grupo de chicas de Fujihira hizo su debut en el sello importante Avex Trax cuando su canción "Miraizu" (未来図) apareció como tema principal de la adaptación dramática televisiva del manga Oshi ga Budōkan Ittekuretara Shinu. El 12 de mayo de 2023 se estrenó la adaptación cinematográfica del manga con "Chance" de @onefive como tema principal. Fujihira y los otros miembros de @onefive fueron elegidos para ambas adaptaciones de acción real como miembros del grupo ídol ficticio ChamJam, con Fujihira interpretando el papel de Maki Hakata. Su voz como ChamJam se incluyó en el segundo disco del álbum de dos discos Yo vivo para ti (きみのために生きてる, Kimi no Tame ni Ikiteru), lanzado por Pony Canyon el 10 de mayo de 2023.
En noviembre de 2023, Fujihira comenzó a modelar para Amazon Fashion Japan, ya que @onefive fue seleccionada para ser líder de la Generación Z.
Fujihira lanzó su segundo álbum con @onefive, titulado Classy Crush, el 17 de abril de 2024.
Actuó en la obra de teatro Fuyū no Ichigo del 29 de mayo al 1 de junio de 2025, en el Senbonzakura Hall de Tokio.

## Vida personal
Fujihira es zurda. Estudió danza e inglés en la universidad. Su padre era bombero. Ella tiene un hermano mayor.

## Actos asociados
- Sakura Gakuin (2015-2020)
- @onefive (2019-presente)

## Discografía

### Con Sakura Gakuin
- Sakura Gakuin 2015 Nendo: Kirameki no Kakera (2016)[40]
- Sakura Gakuin 2016 Nendo: Yakusoku (2017)
- Sakura Gakuin 2017 Nendo: My Road (2018)
- Sakura Gakuin 2018 Nendo: Life Iro Asenai Hibi (2019)
- Sakura Gakuin 2019 Nendo: Story (2020)[41]

### Con ChamJam
- I Live For You (きみのために生きてる, Kimi no Tame ni Ikiteru) (2023)

### Con @onefive
- 1518 (2022)
- Classy Crush (2024)

## Filmografía

### Comercial
- Par joyería marca "The Kiss" 2024 nuevo comercial (2024)[42]
- Par joyería marca "The Kiss" 2025 nuevo comercial (2025)[43]

### Película
- Oshi ga Budōkan Ittekuretara Shinu (2023), Maki Hakata

### Televisión
- Bitworld (2017-2018)
- Oshi ga Budōkan Ittekuretara Shinu (2022), Maki Hakata
- Super Invincible Class (超無 敵 ク ラ ス, Chō Muteki Kurasu) (2022-2023)

## Teatro
- La ciudad al atardecer, el país de los cerezos (夕凪の街 桜の国, Yūnagi no Machi, Sakura no Kuni) (2021), Kyōka Ōta
- Umimachi Diary (2022), Suzu Asano
- Fuyū no Ichigo (蜉蝣一期) (2025)